# Heydar Asadov
Heydar Asadov (24 de octubre de 1959) es un político azerí que fue Ministro de Agricultura de la República de Azerbaiyán.

## Educación
En el año de 1978 Heydar Asadov graduó de la facultad de Contabilidad en la Escuela Soviética de Comercio en Bakú  y en 1983 graduó de la facultad de Contabilidad en el Instituto Nacional de Economía de Azerbaiyán. En 1987  defendió la disertación de un candidato en Universidad Estatal de Moscú M.V. Lomonósov y otorgó un grado académico de Candidato de Ciencias Económicas.
Heydar Asadov fue el candidato doctoral de Universidad del Mármara de la República de Turquía entre los años 1992-1995.

## Carrera
Trabajó como contador, contable mayor e inspector superior durante 1978-1984 mientras estudiaba en el instituto.
Durante 1983-1992 trabajó como un instructor e instructor jefe en el Instituto Estatal de Economía de Azerbaiyán (ahora la Universidad Estatal de Economía de Azerbaiyán).
En 1995 fue nombrado el Viceministro de Finanza por el Orden del Presidente de la República de Azerbaiyán.
Durante 1996-2007 trabajó como director general de la Agencia Estatal de Tesoro bajo el Ministerio de Finanza y Viceministro de Finanza de la República de Azerbaiyán.
El 17 de abril de 2007 fue nombrado el presidente de la Cámara de Cuentas por la resolución de la Asamblea Nacional de República de Azerbaiyán. 
Según el Decreto 22 de octubre de 2013 del Presidente de la República de Azerbaiyán fue designado el ministro de Agricultura.
Es un autor de 3 monografías y más de 30 trabajos científicos.

## Premios
Fue premiado con el orden de 2.º grado “Por el Servicio de la Patria”  por el Decreto N.º 1809 del Presidente de la República de Azerbaiyán para sus servicios especiales en la actividad de Cámara y con respecto al aniversario de 10 años de la formación de la Cámara de Cuentas de la República de Azerbaiyán.

## Vida personal
Está casado y tiene tres hijos.